# Virgin Gorda
Virgin Gorda a Brit Virgin-szigetek harmadik legnagyobb szigete (Tortola és Anegada után), lakossága számát tekintve a második. A legnagyobb Brit Virgin-szigettől, Tortolától 8 km-re keletre fekszik, területe 21 km². Kolumbusz Kristóf állítólag „kövér szűznek” nevezte a szigetet, mivel annak alakja távolról nézve egy, az oldalán fekvő telt nőre emlékeztet.
A sziget legnagyobb városa a délnyugati partján fekvő Spanish Town.
A sziget déli partján különleges geológiai alakzatok találhatók, melyek neve „The Baths”. Ezek az alakzatok jelentik a Brit Virgin-szigetek egyik legfőbb turistalátványosságát. Ez a szakasz a sziget vulkáni eredetét bizonyítja: a parton egymásra hányt hatalmas gránittömbök hevernek, látványos barlangokat alkotva. A The Baths-tól északra található a Virgin Gorda Yachtkikötő. A sziget legfontosabb ipartörténeti emléke a régi rézbánya. A sziget északi öblében egy ötcsillagos üdülőhely, a Bitter End Yacht Club fekszik.

## Közlekedés
A szigetet Tortoláról komppal lehet elérni. 2010 januárjától csak néhány légitársaság használhatta a Virgin Gorda repülőteret, mivel a helyi légügyi hatóság előírta, hogy a repülőtér biztonsági rendszereit nemzetközi szintűre kell emelni. A repülőteret 2010 decemberében nyitották meg újból.

## Oktatás
A Brit Virgin-szigetek több állami iskolát tart fenn. Virgin Gorda tanulói a Robinson O'Neal Memorial Primary School általános iskolát, valamint közös, általános- és közipiskolai oktatást is nyújtó, 1982-ben megnyitott Bregado Flax Educational Centre-t vehetik igénybe.

## Galéria

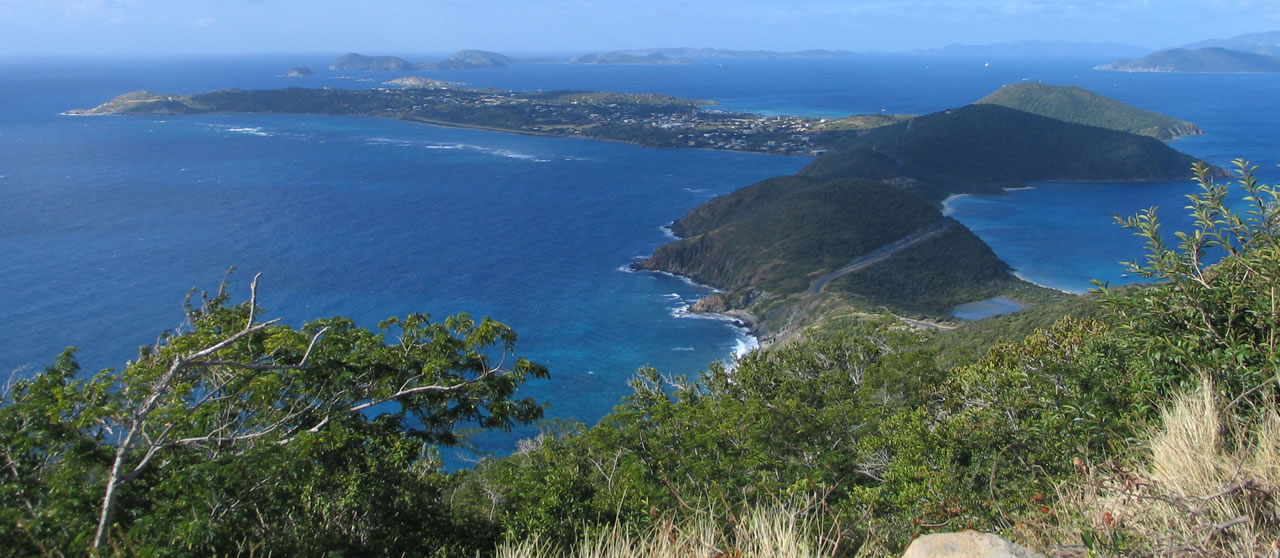
A sziget látképe
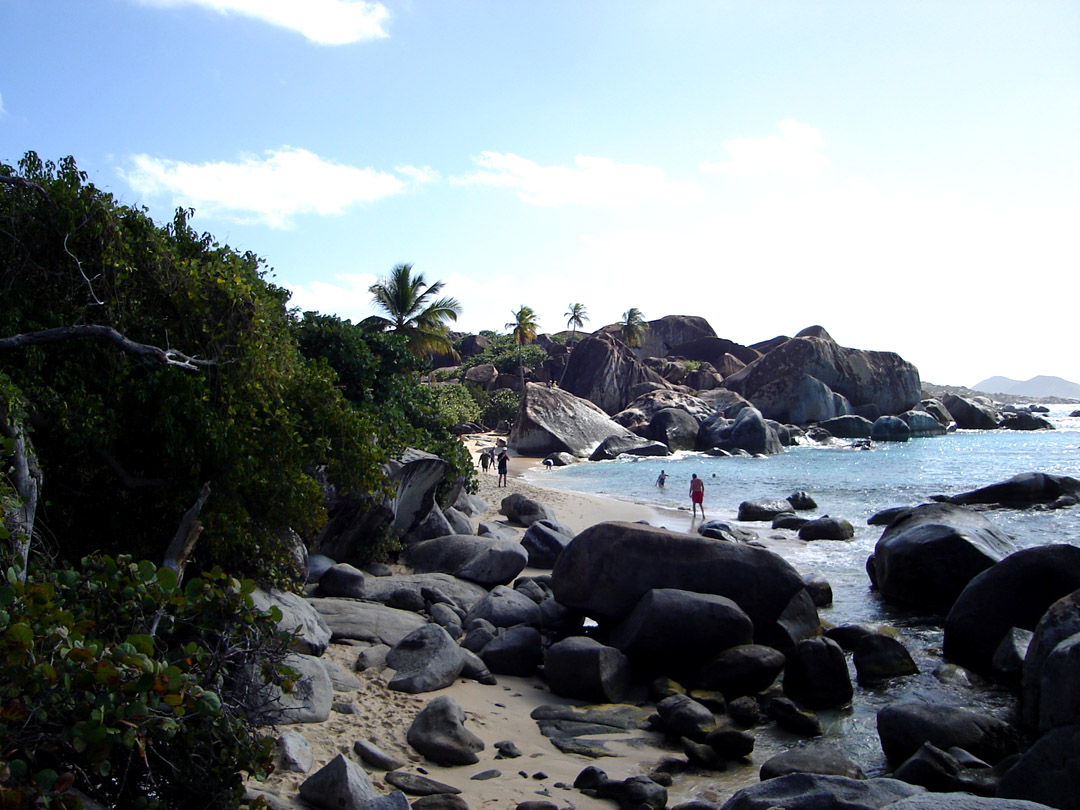
The Baths
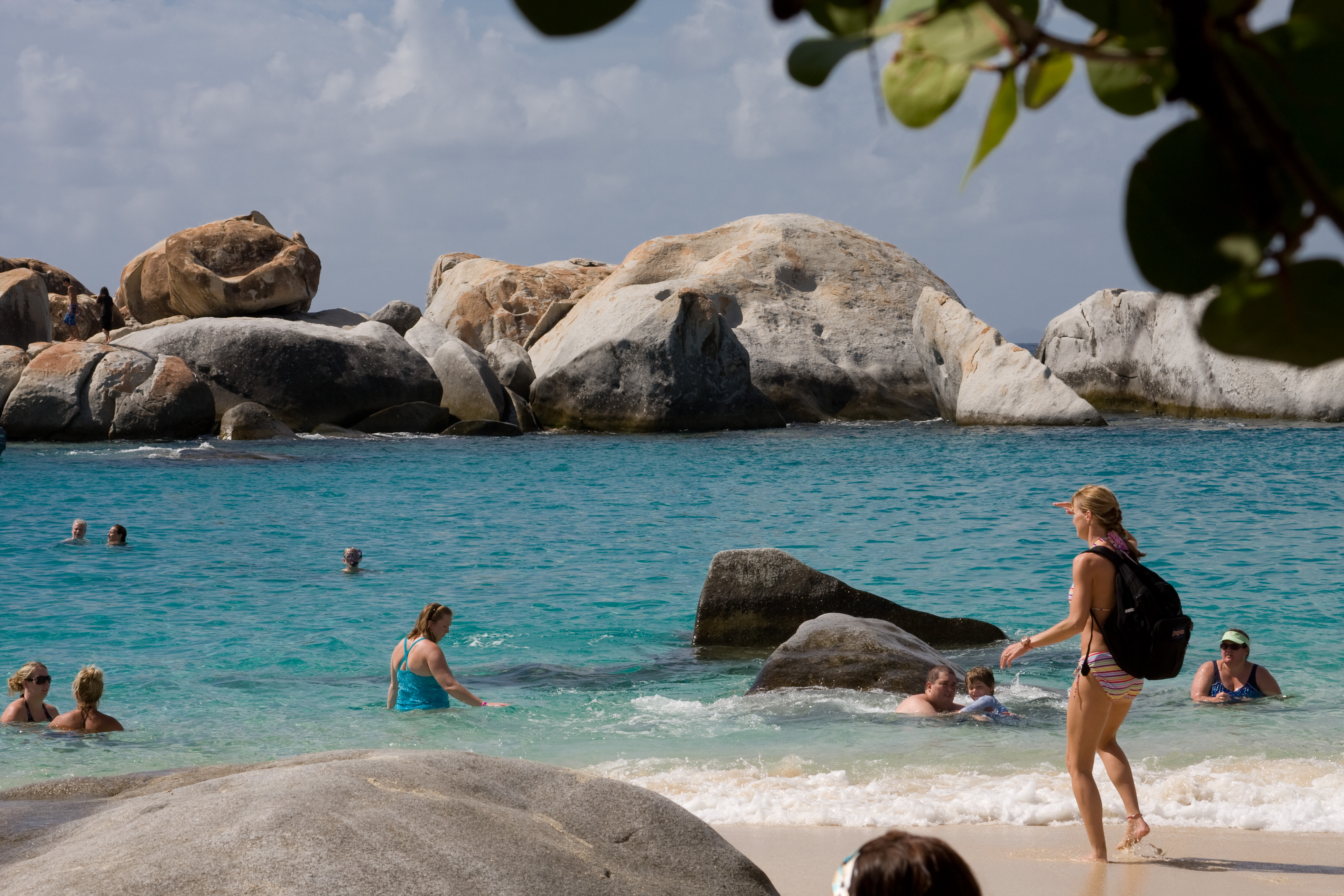
Gránittömbök a The Baths-nál
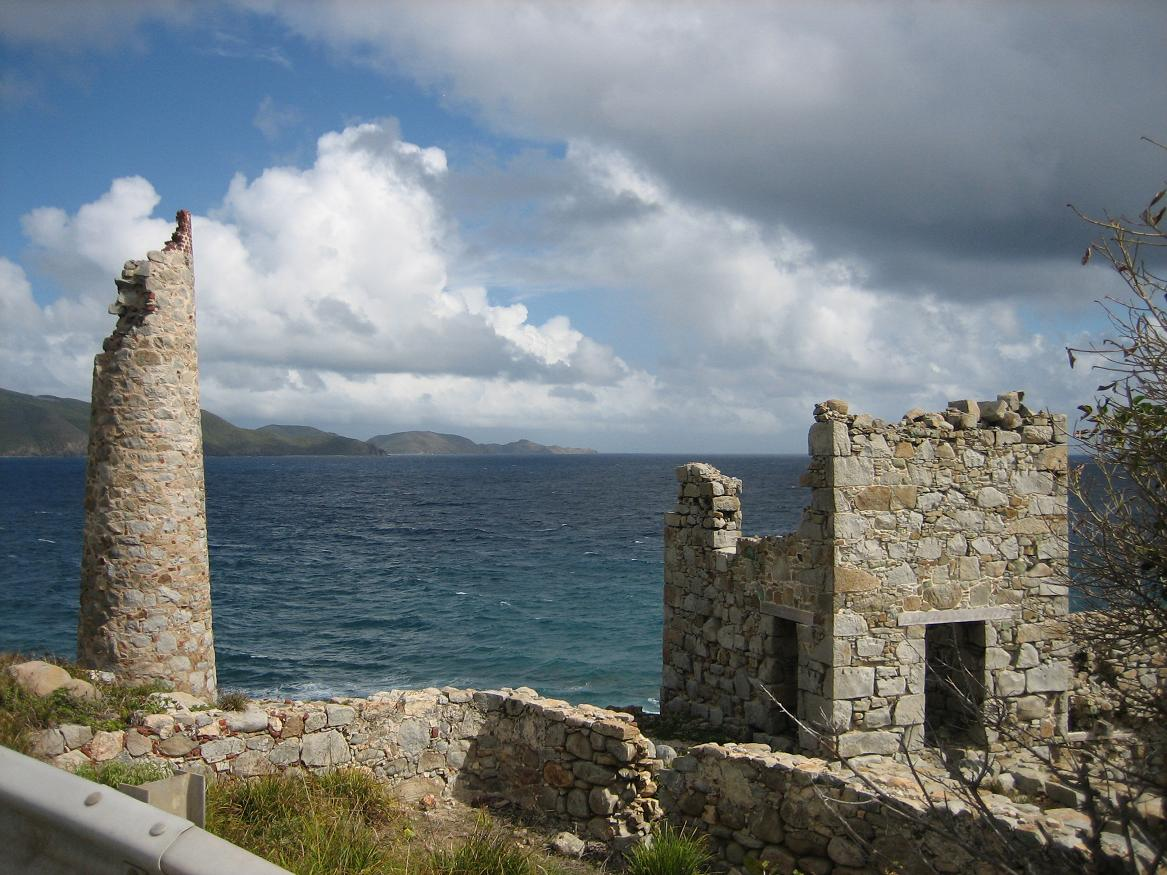
A rézbánya
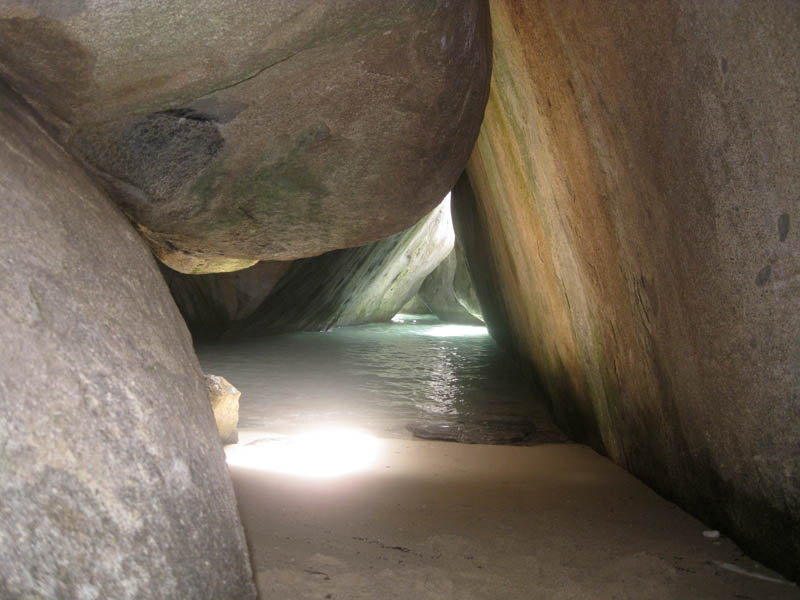
A barlangok
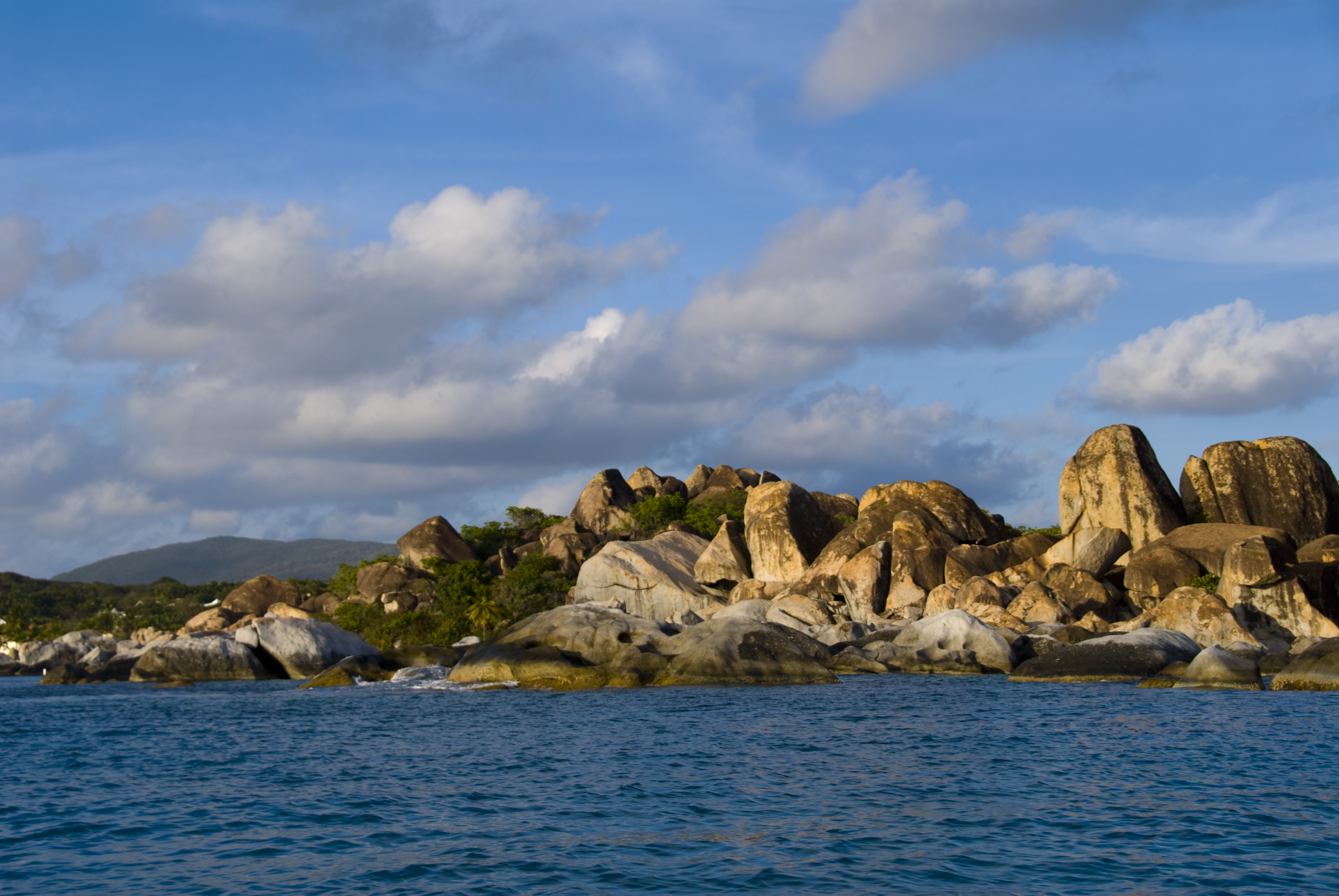
A The Baths alkonyatkor
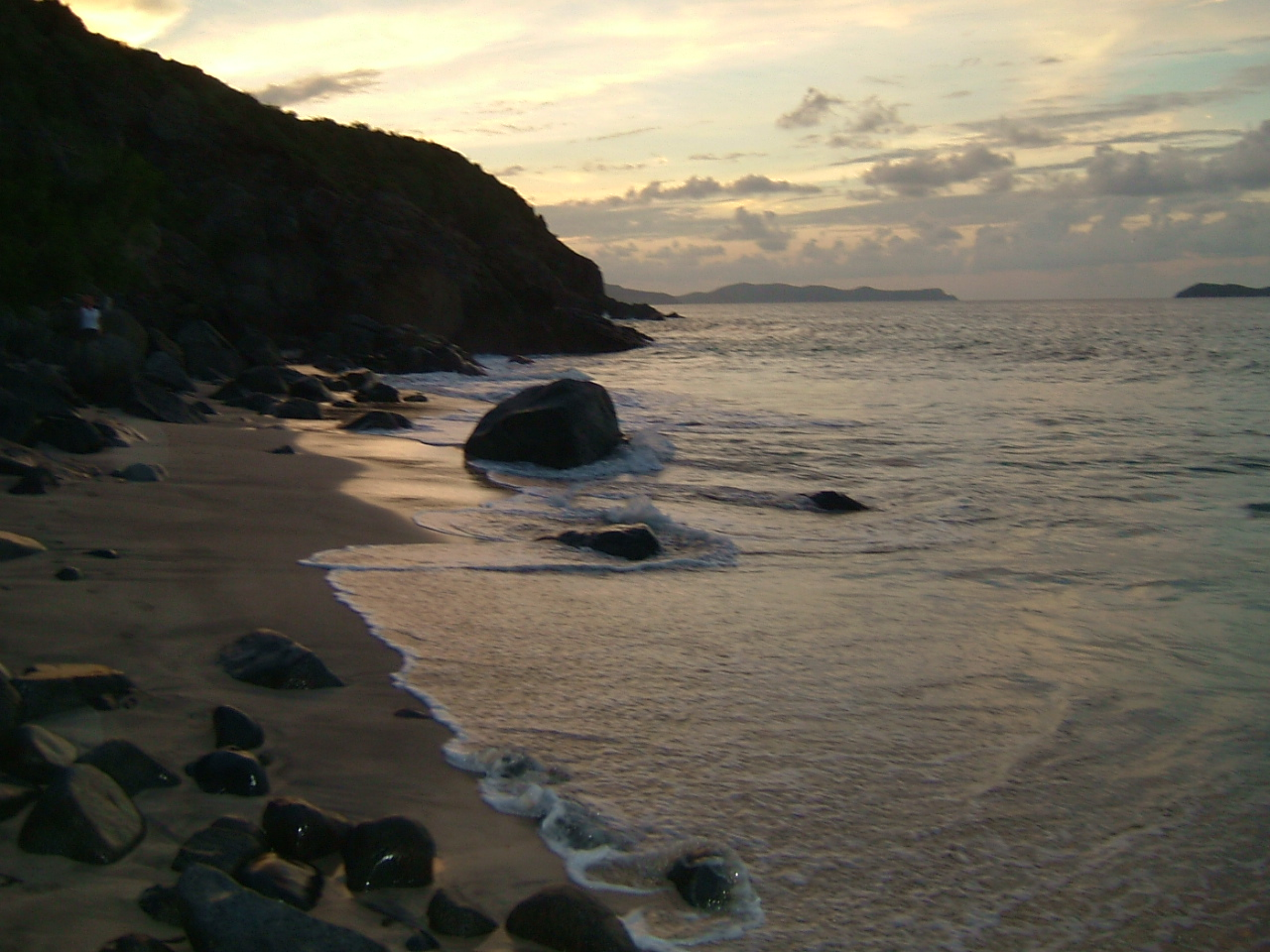
Napnyugta

## Fordítás
- Ez a szócikk részben vagy egészben  a   Virgin Gorda című angol Wikipédia-szócikk ezen változatának fordításán alapul.  Az eredeti cikk szerkesztőit annak laptörténete sorolja fel. Ez a jelzés csupán a megfogalmazás eredetét és a szerzői jogokat jelzi, nem szolgál a cikkben szereplő információk forrásmegjelöléseként.